# ميغيل ألفاريز سانتاماريا
ميغيل ألفاريز سانتاماريا هو سياسي مكسيكي، ولد في 29 سبتمبر 1945 في ولاية غيريرو في المكسيك. نشط حزبياً في الحزب الثوري المؤسساتي. وقد انتخب عضو مجلس النواب المكسيك ‏.